# Malanea centralis
Malanea centralis är en måreväxtart som beskrevs av Dimitri Sucre Benjamin. Malanea centralis ingår i släktet Malanea och familjen måreväxter. Inga underarter finns listade i Catalogue of Life.